# Xystochroma incomptum
Xystochroma incomptum là một loài bọ cánh cứng trong họ Cerambycidae.